# Успенский собор (Бангкок)

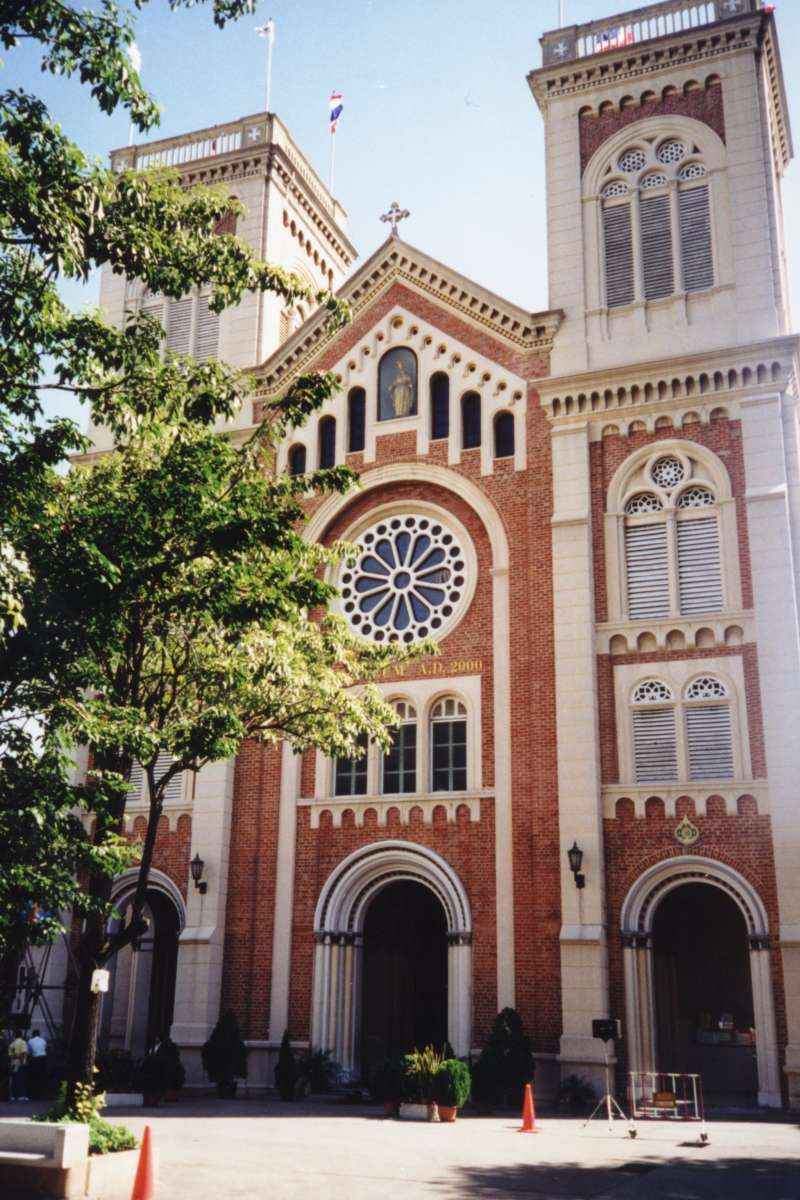

Кафедральный собор Успения Пресвятой Девы Марии — самая крупная католическая церковь Таиланда, расположена в кхете Банграк в центре Бангкока. Собор является главным храмом Бангкокской архиепархии.

## История
Построена церковь в 1821 году при короле Раме II французами, хотя французский миссионер отец Паскаль ходатайствовал о строительстве ещё в 1809 году. Строительство спонсировал китайский филантроп и бизнесмен Хиок Чан Лоу. Материалы для строительства привезены из Италии и Франции. В 1909—1918 гг. церковь была реконструирована в романском стиле. В 1942 году здание пострадало в результате бомбардировок.
Кроме самого собора, в состав комплекса входят монастырь, здание католической миссии, хозяйственные постройки.
В 1984 году во время своего визита в Таиланд, собор посещал папа римский Иоанн Павел II.
Богослужения в соборе проводятся каждый день.